# Coup d'État de 2012 en Guinée-Bissau

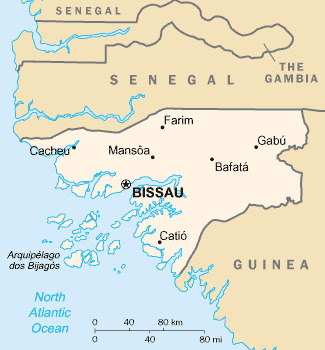
Carte de la Guinée-Bissau (2004).

Un coup d'État a eu lieu en Guinée-Bissau le 12 avril 2012 mené par l'armée, commandée par le général Mamadu Ture Kuruma, vice-chef de l'état-major, faisant suite au premier tour d'une élection présidentielle contestée, remporté par Carlos Gomes Júnior.

## Historique
Le 12 avril 2012, entre les deux tours d'une élection présidentielle contestée, des militaires occupent la radio nationale, le siège du Parti africain pour l'indépendance de la Guinée et du Cap-Vert et attaquent à la roquette la résidence du Premier ministre sortant Carlos Gomes Júnior. Le président de la République par intérim, Raimundo Pereira, est arrêté à sa résidence par des militaires ainsi que le Premier ministre sortant Gomes Junior. 
Le sort de la Première ministre par intérim, Adiato Djaló Nandigna, n'est pas connu. Peu après, l'arrestation de Gomes par les militaires est annoncée. Il avait annoncé le projet de réduire la taille des forces armées du pays, et les militaires l'accusent de préparer une intervention armée de forces angolaises pour éradiquer l'armée bissau-guinéenne,. Les autorités militaires annoncent la dissolution de « toutes les institutions » du pays, et la mise en place prochaine d'un « conseil de transition ».
À la suite du coup d'État militaire, l'Union africaine suspend l'adhésion de la Guinée-Bissau le 17 avril 2012.

## Réactions internationales

### Pays
- Portugal: Le président Aníbal Cavaco Silva a condamné avec fermeté le coup d'État et pense clairement que « les forces militaires de Guinée-Bissau seront une source de violence ». De plus, ils ont annoncé qu'ils « promouvront l'attention du Conseil de sécurité de l'ONU » pour qu'ils s’intéressent à ce pays, et ont exigé au Commandement militaire l'immédiate libération des hommes politiques retenus[6],[7].
- États-Unis : dans un communiqué émis par l'ambassade américaine de Dakar, Washington a exigé que les putschistes « déposent leurs armes et restaurent le pouvoir légitime civil. »[8].